# Lager SSadis Kastrat Kommandantur
Lager SSadis Kastrat Kommandantur (estrenada en anglès com SS Experiment Camp) és una pel·lícula de 1976 sobre nazisploitation dirigida per Sergio Garrone. La trama es refereix a l'experimentació sexual no consentida amb dones presoneres d'un camp de concentració dirigit pel coronel von Kleiben (Giorgio Cerioni), un oficial nazi que necessita un trasplantament de testicles després de ser castrat per una noia russa.
Va guanyar infàmia durant la dècada de 1980 pels seus temes controvertits i una campanya de publicitat pública que implicava cartells obscens i suggerents. La pel·lícula va ser prohibida en alguns països, inclòs el Regne Unit, on la pel·lícula va ser objecte de processament com una de les pel·lícules conegudes com "video nasties"; un títol utilitzat a la premsa i pels activistes que va arribar a ser utilitzat per a una llista de pel·lícules que es podien trobar obscenes sota la Llei de publicacions obscenes.

## Repartiment
- Mircha Carven... Helmut
- Giorgio Cerioni... Col. Von Kleiben
- Paola Corazzi... Mirelle
- Giovanna Mainardi...
- Serafino Profumo... The Sergeant
- Attilio Dottesio... Dr. Steiner
- Patrizia Melega... Dr. Renke
- Almina De Sanzio...
- Matilde Dall'Aglio...
- Agnes Kalpagos... Margot

## Controvèrsia
Bizarre Magazine, en una visió general de 2004 del gènere de la nazisploitation, va dir el següent: "La seva campanya publicitària, una imatge d'una dona semidespullada penjada cap per avall d'un crucifix, va ser fonamental per portar atenció no desitjada als Nasties, tot i que, més enllà d'això, la seva infàmia és injustificada". La British Board of Film Classification va aprovar una visió semblant, que la va passar semsea tallar l'any següent, assenyalant "Malgrat el gust qüestionable de basar una pel·lícula d'explotació en un camp de concentració, l'activitat sexual en si era consensuada i el nivell de violència potencialment erotitzada prou limitat".
Tanmateix, va ser denunciat pel Sunday Times i Sunday Express en el moment del Dia Memorial de l'Holocaust, i citat pels diputats Julian Brazier i Keith Vaz com a part dels seus intents d'endurir el sistema de prohibició de pel·lícules.